# Longue Paix
La Longue Paix désigne la période qui, depuis la fin de la Seconde Guerre mondiale, a vu l'absence de conflit majeur entre grandes puissances. Cette période n'obère évidemment pas de l'existence de conflits plus localisés.
Attribué à John Gaddis,, qui désignait alors (1986) la Guerre froide (1945-1991), le concept s'est étendu après la chute de l'Union soviétique jusqu'à nos jours,. Gaddis a notamment postulé que cette absence de conflit était en partie due à l'avènement des armes nucléaires et, par extension, à la crainte d'une destruction mutuelle assurée.